# Molo Południowe

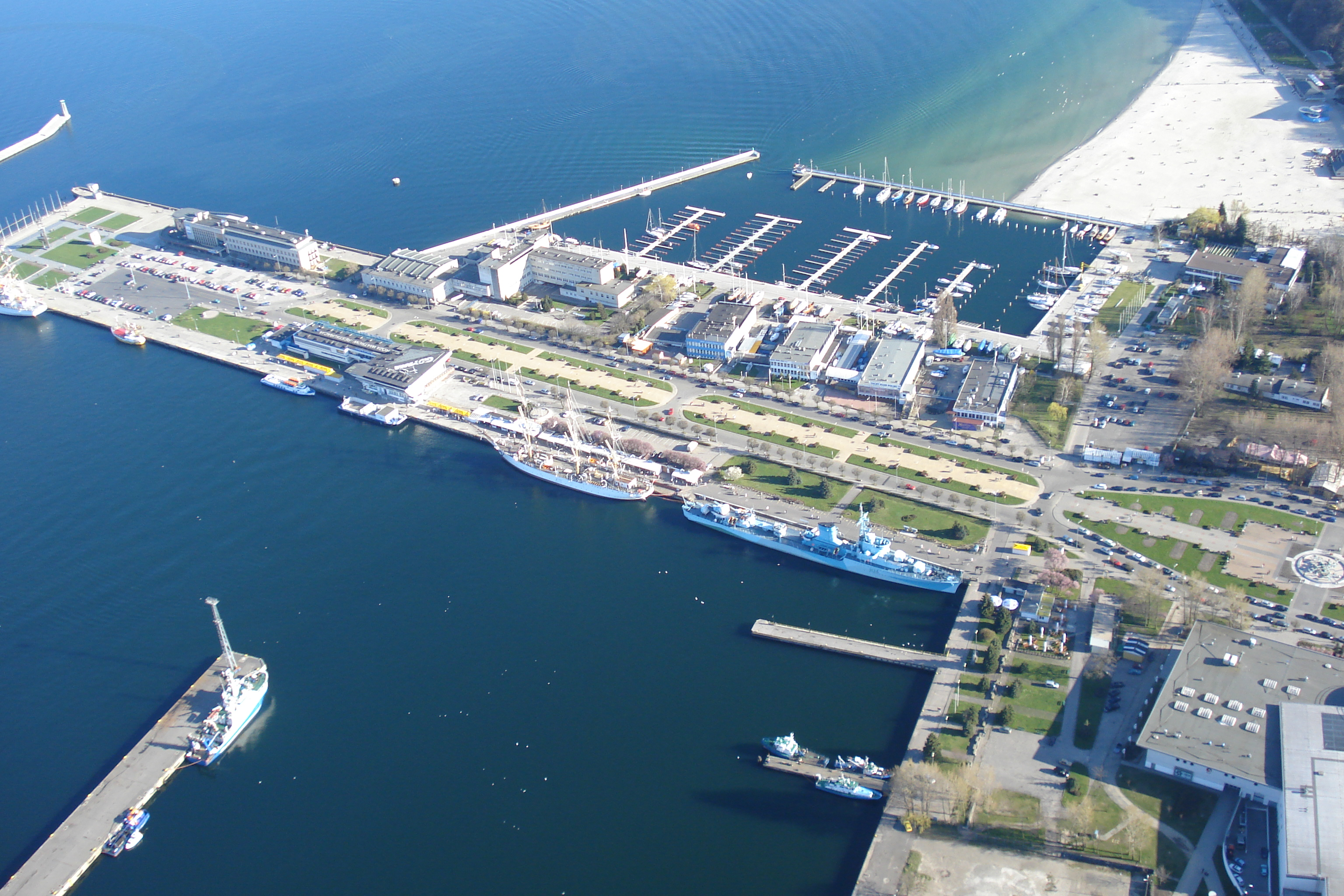
Widok z lotu ptaka na Molo Południowe

Molo Południowe – pirs o długości 626,45 m, znajdujący się w Gdyni, w dzielnicy Śródmieście.
Zostało zbudowane wraz z budową portu w latach 20. XX wieku. Dokładnie rozpoczęto budowę w 1934 roku. Jest to przestrzeń rekreacyjna, mająca jednocześnie charakter parku i ulicy. Środkiem mola południowego przebiega Aleja Jana Pawła II (dawniej aleja Zjednoczenia Ziem Polskich). Molo Południowe, jak i Skwer Kościuszki stanowią swoistą oś widokową. Zlokalizowano tu kilka istotnych pomników Gdyni m.in.: Gra Masztów i kamienny pomnik poświęcony jednemu z najwybitniejszych marynistów, Józefowi Konradowi Korzeniowskiemu.
Przy końcu mola, po lewej stronie (na końcu Nabrzeża Pomorskiego) znajduje się Aleja Statków Pasażerskich. Natomiast po prawej stronie, w odległości 40 metrów od brzegu, na dalbie znajduje się rzeźba Marzyciela – Dyrygenta Fal.
Po lewej stronie nabrzeża cumują statki pasażerskie, tramwaje wodne – z rejsami do Helu i Jastarni, żaglowce, w tym szkoleniowy „Dar Młodzieży”, żaglowiec muzeum „Dar Pomorza” oraz okręt – muzeum ORP „Błyskawica”. Po prawej stronie znajdują się marina (basen jachtowy), kompleks budynków Akademii Morskiej oraz Akwarium Gdyńskie.
Z końca mola roztacza się widok na Zatokę Gdańską, na północ widać zalesione wzgórza Oksywia, na wprost można zobaczyć Mierzeję Helską, a wieczorem latarnie morskie: w Jastarni po lewej przy bardzo sprzyjającej pogodzie, na Helu na wprost, oraz po prawej w Gdańsku (w Porcie Północnym).
W 2020 z krańca Mola usunięto parking, w miejsce którego urządzono teren rekreacyjny.

## Problemy z nazewnictwem
Często Molo Południowe jest mylnie nazywane Skwerem Kościuszki. W rzeczywistości Skwer Kościuszki to jedynie obszar pomiędzy skrzyżowaniem ulic Świętojańskiej z 10 Lutego a początkiem Mola Południowego.